# Дёмин, Никита Степанович
Никита Степанович Дёмин (1910—1989) — советский военный политработник, участник Великой Отечественной войны, в послевоенное время член Военного совета ряда военных округов. Герой Советского Союза (07.05.1965), 
генерал-лейтенант (10.05.1961).

## Биография

Могила Дёмина на Кунцевском кладбище Москвы.

Родился 31 октября 1910 года в деревне Молоково Орехово-Зуевского района Московской области в семье рабочего. Русский.
Работал на ткацкой фабрике имени Цюрупы в Воскресенском районе сначала учеником, а затем токарем. В 1931 году окончил три курса Ногинского рабфака. Работал секретарём Ногинского районного комитета комсомола Московской области. Затем по решению Московского обкома партии возглавил комсомольскую организацию завода «Электросталь».
Член ВКП(б)/КПСС с 1930 года. В 1932 году призван в ряды Красной Армии. Окончив курсы, работал помощником начальника политического отдела по комсомолу Сталинградской лётной школы. В 1938 году окончил Военно-политическую академию имени В. И. Ленина (авиационный факультет). В 1939 году был назначен начальником отдела пропаганды и агитации политуправления Отдельной Дальневосточной Краснознаменной армии, где его застала Великая Отечественная война.
В боях Великой Отечественной войны с декабря 1941 года. Был комиссаром 7-го воздушно-десантного корпуса, из которого была сформирована 2-я гвардейская воздушно-десантная дивизия, командиром которой был назначен генерал-майор Ляпин П. И., а Н. С. Дёмин — его заместителем по политической части.
В 1943 году Дёмин назначен начальником политического отдела 17-го гвардейского стрелкового корпуса, которым командовал генерал-лейтенант Бондарев А. Л. Во главе корпуса генералы вместе прошли войну до Дня Победы, завершив её 12 мая 1945 года, разгромив и пленив в Пражской операции части фельдмаршала Ф. Шёрнера.
После окончания Великой Отечественной войны Н. С. Дёмин — начальник политического отдела армии. С сентября 1957 года — член Военного совета — начальник политического управления Прибалтийского военного округа. С июня 1960 года член Военного совета — начальник политического управления Туркестанского военного округа. С апреля 1966 года — заместитель председателя ЦК ДОСААФ.
С 1973 года генерал-лейтенант Н. С. Дёмин — в отставке. Жил в городе Москве.
Умер 27 мая 1989 года. Похоронен в Москве на Кунцевском кладбище (участок № 12).
Сын — В. Н. Дёмин (1942—2006), писатель, доктор философских наук.

## Награды
- Указом Президиума Верховного Совета СССР от 7 мая 1965 года «за образцовое выполнение боевых заданий командования, умелое руководство партийно-политической работой в боевых условиях, мужество и героизм, проявленные в борьбе с фашистскими захватчиками, и в ознаменование 20-летия Победы советского народа в Великой Отечественной войне 1941—1945 гг.» генерал-лейтенанту Дёмину Никите Степановичу присвоено звание Героя Советского Союза с вручением ордена Ленина и медали «Золотая Звезда» (№ 10698)[2]
- Четыре ордена Красного Знамени
- ордена Отечественной войны 1-й и 2-й степеней
- Четыре ордена Красной Звезды (в т.ч. 5.11.1980)
- Медали СССР
- знак «50 лет пребывания в КПСС»
- Иностранные ордена и медали